# Gacaca
Gacaca (IPA: [gaˈt͡ʃat͡ʃaʰ]) war bis 2012 ein traditionelles ruandisches Rechtssystem, welches die Dorfältesten vollzogen. Der kinyarwandische Begriff leitet sich ab von einer Grasart, die in Ruandas Berglandschaft wächst. Verhandlungen wurden nämlich auf diesem Gacacagras sitzend geführt, es wird daher auch als Wiesengericht bezeichnet.

## Traditionelle Gacaca-Gerichte
Es gibt nur wenig Gewissheit über Ruandas vorkoloniale Geschichte – nicht anders verhält es sich mit dem Wissen über die traditionellen Gacaca-Gerichte. Generell wird jedoch ein Bild gezeichnet, das die früheren Gerichte als informelle, flexible und kommunale Foren darstellt, wo Verletzungen von sozialen Normen und kleinere, interfamiliäre Streitigkeiten unter der Führung von weisen, alten Männern der Gemeinde geregelt wurden. Typischerweise resultierten aus den Schlichtungssprüchen der Dorfältesten gemeinnützige Arbeit in der Dorfgemeinschaft oder Reparationszahlungen (z. B. Bananenwein „Urwagwa“ oder Sorghobier „Amarwa“) des Fehlbaren. Zum Zeichen der Versöhnung wurden die traditionellen Gacaca-Sessionen oft mit einem gemeinsamen Mahl geschlossen. Die Streitparteien konnten Individuen sein, in der Regel waren aber aufgrund der starken familiären Bindungen in Ruanda ganze Familien in den Disput involviert.
Bei den traditionellen Gacacas ging es nie vorrangig um Bestrafung, sondern um den Erhalt des sozialen Friedens.
Die traditionellen Gacacas überlebten auch die Ankunft der Europäer in Ruanda. Doch 1924 begrenzte die belgische Kolonialverwaltung die Jurisdiktion der Gerichte auf zivile und Handelsbereiche, was ein langsames Aussterben des Systems in den größeren Städten zur Folge hatte.
Auch nach der Unabhängigkeit 1962 blieben die Gacacas weiter für kleine Zwiste zuständig und wurden gleichzeitig ins offizielle Rechtssystem integriert, was den Verlust einiger traditioneller Elemente bedeutete.
Vor allem in ländlichen Gegenden waren und sind die Gerichte jedoch bis heute bei Streitschlichtungen von Bedeutung und operieren teilweise parallel zu den modernen Gacacas, die den Völkermord aufarbeiten sollen.

## Moderne Gacaca-Gerichte

### Entstehung
Die neuen Gacacas waren nebst ihren historischen Wurzeln in erster Linie ein aus der jüngsten Geschichte des Völkermordes an den Tutsi entstandenes Produkt. Der Genozid hatte nicht nur immense soziale und politische Probleme hervorgerufen, sondern gleichzeitig auch alle Institutionen zerstört, die sich der Vergangenheitsbewältigung hätten annehmen können.
Aus diesem Grund machte die Regierung 1995 am Rande eines internationalen Seminars in Kigali einen Aufruf an alle akademischen Institutionen, nach Lösungen und Strategien zur Aufarbeitung der Vergangenheit zu suchen, die in den ruandischen Kontext passen. Schnell wurde jedoch klar, dass die nationalen und internationalen Versuche, Mittäter des Genozids zu verurteilen, die Erwartungen nicht erfüllen konnten. Der Internationale Strafgerichtshof für Ruanda (ICTR) mit seiner geringen Kapazität setzte wohl ein symbolisch wichtiges Zeichen. Er war allerdings nicht in der Lage, die Bedürfnisse der einfachen ruandischen Bevölkerung zu befriedigen. Das nationale Rechtssystem in Ruanda, nach dem Völkermord von 785 auf 20 überlebende Richter dezimiert, konnte den voller Menschen berstenden Gefängnissen ebenfalls kaum Abhilfe schaffen und konzentrierte sich darauf, den nicht vom ICTR erfassten Planern und Anstiftern des Völkermordes den Prozess zu machen. So entschied sich die Regierung 1999 schließlich aus pragmatischer Notwendigkeit, mangels Alternativen und ohne die früheren Bedenken über Bord zu werfen, für die Revitalisierung der Gacaca-Gerichte, um die Fälle der großen Masse der Genozidtäter bewältigen zu können.
Eine nationale Gacaca-Kommission wurde gebildet, welche eine Vorlage entwarf, die später als Grundlage des im Januar 2001 vom Parlament angenommenen, so genannten Gacaca-Gesetzes diente. Im Sommer 2002 wurden bereits in zwölf Distrikten die ersten Pilotgerichte installiert, im November desselben Jahres hat man die Gerichte auf 106 Sektoren ausgedehnt. Seit März 2005 arbeiten rund 13.000 Gacaca-Gerichte über das ganze Land verteilt. Im Juni 2012 stellten die Gacaca-Gerichte ihre Tätigkeit offiziell ein.

### Struktur und Kompetenzen
Die modernen Gacaca-Gerichte unterschieden sich bedeutend von ihren traditionellen Vorgängern: sie waren rechtlich verankert, folgten formalen Prozeduren und räumten den Rechten der Angeklagten mehr Platz ein.
Wichtige Grundelemente wie die Beteiligung der ganzen Gemeinde sowie die Ziele von Versöhnung und Harmonie wurden jedoch im Einklang mit den traditionellen Gerichten beibehalten.
Jeder eines Verbrechens Angeklagte wurde gemäß der Schwere seines während des Genozids begangenen Vergehens in eine von ursprünglich vier Kategorien eingeteilt. Die Gacacas erhielten die Jurisdiktion über die Kategorien 2 bis 4, während Verdächtige der Kategorie 1 vor ein ordentliches ruandisches Gericht bzw. das ICTR gestellt werden müssen.
Das Gacaca-Gesetz sah vor, dass jede administrative Einheit Ruandas ihre Richter – die inyangamugayo – wählen sollte. Ruanda besteht aus vier politischen Ebenen – Zelle, Sektor, Distrikt und Provinz –, weshalb anfänglich folgerichtig jede Ebene ihre eigenen Gacaca-Gerichte bekam. Aus Effizienz- und Kostengründen wurden 2004 die Gacacas auf Distrikt- und Provinzebene aufgelöst, hingegen ein neues Appellationsgericht auf Sektorebene geschaffen.
Jedes Gacaca-Gericht, egal ob auf Zellen- oder Sektorebene, bestand aus der Generalversammlung, dem Sitz und dem Koordinationskomitee. Die Generalversammlung auf Zellenebene bildete sich aus allen Einwohnern (älter als 17 Jahre) einer Zelle; auf Sektorebene trafen sich alle Richter der einzelnen Zellen, sowie die Richter des Sektorgerichtes und des sektoralen Appellationsgerichtes.
Dem Sitz jedes Gerichts gehörten neun inyangamugayo sowie fünf Gesandte an.
Als inyangamugayo von der Generalversammlung gewählt werden konnte, wer über 21 Jahre alt, ehrlich, vertrauenswürdig und mit hoher Moral ausgestattet ist, des Weiteren keine über sechsmonatige Gefängnisstrafe abgesessen und nicht am Völkermord teilgenommen hat.
Dem Sitz der Gacacas oblag schließlich auch die Aufgabe, fünf Mitglieder aus ihrer Mitte auszuwählen, die Einsitz im Koordinationskomitee nahmen. Dieses Komitee erfüllte in erster Linie Verwaltungsaufgaben.
Das Pflichtenheft der Generalversammlung und des Sitzes auf Zellenebene umfasste die gemeinsame Erstellung von Listen, wer zur Zeit des Völkermordes in der Zelle gewohnt und wer sich damals welches Verbrechens schuldig gemacht hat. Die Sitze der Zellen- und Sektorgerichte überprüften in der Folge die vorgebrachten Anschuldigungen und urteilten gemäß ihrem Zuständigkeitsbereich. Die Generalversammlung der Sektorgerichte überwachte den Ablauf des Prozesses auf Zellenebene. Das sektorale Appellationsgericht überprüfte Einsprüche gegen Urteile des Sektorengerichtes.
Was die Kompetenzen der verschiedenen Gacacas anbelangte, so wurden die Verantwortlichkeiten nach der Hierarchie der administrativen Einheiten wahrgenommen: die Gerichte auf Ebene der Zelle waren zur Verurteilung von Delinquenten der dritten Kategorie befugt. Die sektoralen Gerichte befassten sich mit Verbrechen der Kategorie 2 und fungierten gleichzeitig als Berufungsgericht für die untergeordneten Zellen-Gerichte. Das Appellationsgericht kümmerte sich um Einsprüche gegen die vom sektoralen Gericht vorgenommenen Urteile. Das Strafmaß bei Verurteilten konnte zwischen 30 Jahren Gefängnis und Reparationszahlungen bzw. Gemeinnützigenarbeit variieren.
Als alles überwachendes und koordinierendes Organ der landesweiten Gacaca-Aktivitäten war der Service National des Juridictions Gacaca (SNJG) aktiv.

### Probleme
Es kam schon bei einigen Gerichtsfällen vor, dass Hutu-Extremisten Zeugen, die gegen Beteiligte des Genozids aussagen wollten, drohten, sie umzubringen. Dagegen hat der Staat noch kein wirksames Mittel gefunden. Damit aber allen Beteiligten des Genozids der Prozess gemacht werden kann, drohten manche Richter den Zeugen, die keine Aussagen machen wollten, ihnen anstelle des Angeklagten die Strafe aufzuerlegen. Solche Drohungen sind zwar nicht erlaubt, kommen aber trotzdem in einigen Gerichten vor. Die gut organisierte Hierarchie der Gerichte ermöglichte es allerdings oft, diese Art von Zeugenerpressung schnell aufzudecken. Trotzdem gab es in letzter Zeit aufgrund solcher Drohungen viele politische Flüchtlinge, die Ruanda meist Richtung Europa verlassen mussten.